# Bjelovrati zovoj
Bjelovrati zovoj (lat. Pterodroma externa) je vrsta morske ptice iz porodice zovoja. Živi u: Australiji, Čileu, Francuskoj Polineziji, Japanu, Meksiku, Novom Zelandu i SAD-u. 
Duga je 43 cm, a teška 500 grama. Raspon krila joj je 95-97 cm. Ima smećkastosiva leđa. Donji dio je bijel. Krila su obrubljena crnom bojom. Lice je bijelo, s crnom "kapom" koja se proteže ispod očiju. Kljun je crne boje.

## Vanjske poveznice
|  | Zajednički poslužitelj ima još gradiva o temi Pterodroma externa |
|  | Wikivrste imaju podatke o taksonu Pterodroma externa             |